# 9 meses de condena (película)
9 meses de condena ( francés : 9 mois ferme) es una película de comedia francesa de 2013 escrita, dirigida y protagonizada por Albert Dupontel. Fue nominado para seis categorías en los Premios César, incluyendo Mejor película y Mejor director y Mejor actor para Dupontel, ganando Mejor actriz por su interpretación a Sandrine Kiberlain y Mejor guion original.

## Sinopsis
Ariane, una severa jueza amante de la moralidad y del cumplimiento estricto de la ley, descubre que Bob, un criminal en busca y captura por homicidio, la dejó embarazada. Incapaz de recordar cómo sucedió algo así, centrará todos sus esfuerzos en averiguarlo.

## Reparto
- Sandrine Kiberlain como Ariane Felder.
- Albert Dupontel como Bob Nolan.
- Nicolas Marié como Attorney Trolos.
- Philippe Uchan como el juez Bernard.
- Gilles Gaston-Dreyfus como Monsieur De Lime.
- Christian Hecq como Lieutenant Édouard.
- Philippe Duquesne como el Doctor Toulate.
- Laure Calamy como Daisy.
- Terry Gilliam como Charles Meatson.
- Yolande Moreau como la madre de Bob.
- Bouli Lanners como el policía.
- Michel Fau como el ginecólogo.
- Jean Dujardin como intérprete de lenguaje de señas.
- Ray Cooper como el periodista de CNN.
- Gaspar Noé como el interno calvo #1.
- Jan Kounen como el interno calvo #2.

## Recepción

### Crítica
La película tuvo críticas positivas y aceptables ante los críticos y el público."'9 meses... de condena' no pretende nada más que hacernos reír, y mayormente lo logra. Un elenco sólido, con mucha atención a los efectos visuales y un sentido del humor poco sofisticado son [sus] señas de identidad." dijo Jonathan Holland de The Hollywood Reporter.

### Reconocimiento
- Premios César
  - Mejor película a Catherine Bozorgan y Albert Dupontel - Nominados
  - Mejor director a Albert Dupontel - Nominado
  - Mejor actriz a Sandrine Kiberlain - Ganadora
  - Mejor actor a Albert Dupontel - Nominado
  - Mejor guion o adaptación a Albert Dupontel - Ganador
  - Mejor montaje a Christophe Pinel - Nominado
- Premios Lumières
  - Mejor película - Nominada
  - Mejor director a Albert Dupontel - Nominado
  - Mejor actriz a Sandrine Kiberlain - Nominada
  - Mejor guion a Albert Dupontel - Nominado
- Étoiles d'Or
  - Mejor guion a Albert Dupontel - Ganador
- Premios Louis Delluc
  - Mejor película Albert Dupontel - Ganador